# Totò e Carolina
Pour plus de détails, voir Fiche technique et Distribution.
Totò e Carolina est un film italien réalisé par Mario Monicelli, sorti en 1955.

## Synopsis
Lors d'une descente de police à Villa Borghèse, l'agent Antonio Caccavallo, veuf avec un fils et un père à sa charge, arrête également Carolina, une orpheline qui avait fui les parents à qui elle avait été confiée parce qu'elle avait subi des attouchements de la part du père. Carolina s'était enfuie avec le chauffeur d'une usine de pâtes locales qui, après l'avoir mise enceinte, l'avait abandonnée. Caccavallo l'avait trouvée près du lieu de la perquisition et, bien que conducteur de la voiture de patrouille, avait agi sans réfléchir. Le pauvre policier est donc obligé par son commissaire de ramener Carolina dans sa ville natale et de la rendre à ses parents, qui seront scandalisés par cette grossesse inattendue.
Le règlement de l'affaire s'avère plus compliqué que prévu, notamment en raison des réticences de la jeune fille qui se sait déjà paria parmi les siens. Néanmoins, Carolina parvient à se confier et à se lier au policier, dont elle comprend les obligations professionnelles et qui ne lui en veut pas malgré les ennuis qu'elle lui cause (la jeune fille tente de s'enfuir et même de se suicider, au risque de le tuer lui aussi). Finalement, en mentant à ses supérieurs sur le succès de la mission, Caccavallo prend les choses en main en l'accueillant dans sa maison, où une présence féminine manquait depuis si longtemps.

## Fiche technique
- Titre : Totò e Carolina
- Réalisation : Mario Monicelli
- Scénario : Mario Monicelli, Ennio Flaiano, Agenore Incrocci, Furio Scarpelli et Rodolfo Sonego
- Photographie : Domenico Scala et Luciano Trasatti
- Montage : Adriana Novelli
- Musique : Angelo Francesco Lavagnino
- Pays d'origine : Italie
- Format : Noir et blanc - 1,37:1 - Mono
- Genre : comédie
- Date de sortie : 
  - Italie : 3 mars 1955

## Distribution
- Totò : Antonio Caccavallo
- Anna Maria Ferrero : Carolina De Vico
- Gianni Cavalieri (it) : Don Luigi
- Maurizio Arena : Mario
- Arnoldo Foà : Commissaire
- Fanny Landini : Prostituée
- Mario Castellani : l'ami d'Antonio
- Enzo Garinei : Rinaldi

Parmi les acteurs non crédités :
- Tina Pica : la femme à l'hôpital
- Rosita Pisano : Mme Barozzoli
- Nino Vingelli : Brigadier